# دوشیزه (فیلم ۲۰۱۸)
دوشیزه (انگلیسی: Damsel) فیلمی در ژانر وسترن و کمدی-درام است که در سال ۲۰۱۸ منتشر شد. از بازیگران آن می‌توان به رابرت پتینسون و میا واشیکوفسکا اشاره کرد.

## داستان
یک تاجر به نام ساموئل تصمیم می‌گیرد تا به غرب وحشی سفر کند و فعالیت‎های اقتصادیش را در میان کوه‎ها دنبال کند. همچنین در این بین ماموریت شخصی مهمی را نیز انجام دهد. اما…